# Елизабет Шарлота от Пфалц (1597 – 1660)
Елизабет Шарлота от Пфалц (на немски: Elisabeth Charlotte von der Pfalz; * 19 ноември 1597, Ноймаркт; † 26 април 1660, Крос на Одер) от фамилията Вителсбахи (линия Пфалц-Зимерн), е принцеса от Пфалц и чрез женитба курфюрстиня и маркграфиня на Бранденбург и херцогиня на Прусия (1619 – 1640). Майка е на по-късния велик курфюрст Фридрих Вилхелм фон Бранденбург.

## Живот
Дъщеря е на курфюрст Фридрих IV фон Пфалц (1574 – 1610) и принцеса Луиза Юлиана (1576 – 1644), дъщеря на принц Вилхелм I от Орания-Насау.
Елизабет Шарлота се омъжва на 24 юли 1616 г. в Хайделберг за Георг Вилхелм фон Бранденбург (1595 – 1640) от фамилията Хоенцолерн, който става през 1619 г. курфюрст и маркграф на Бранденбург и херцог на Прусия. През август 1638 г. Георг Вилхелм с целия си двор се мести в Кьонигсберг в неразрушеното Херцогство Прусия. Той умира след дълго боледуване на 45-годишна възраст.
Последните си години като вдовица тя прекарва в резиденцията си в Кросен на Одер, където умира на 26 април (16 април по стар стил) 1660 г. Днес гробът ѝ се намира в гробницата на Хоенцолерните в Берлинската катедрала.

## Деца
Елизабет Шарлота и Георг Вилхелм имат децата:
- Луиза Шарлота (1617 – 1676)

∞ 1645 херцог Якоб Кетлер от Курландия (1610 – 1681)
- Фридрих Вилхелм (1620 – 1688), Великия курфюрст
- Хедвиг София (1623 – 1683)

∞ 1649 ландграф Вилхелм VI фон Хесен-Касел (1629 – 1663)
- Йохан Сигизмунд (*/† 1624)